# زبان‌های برنامه‌نویسی در فناوری دات‌نت
چارچوب دات‌نت به مجموعه زبان‌های توسعه و فناوری‌های مرتبطی گفته می‌شود که توسط شرکت مایکروسافت در سال ۲۰۰۱ عرضه شد. این چارچوب کاری (framework) باعث توانمندی و سازگاری زبانهای مختلف برنامه‌نویسی می‌گردد که در آن عرضه شده‌اند.

## زبانهای برنامه‌نویسی دات نت(.NET)
تا سال ۲۰۰۳ که اولین نسخه از تکنولوژی دات‌نت با ورژن ۱٫۱ عرضه شد برنامه‌نویسی شیء گرا جای خود را به اندازهٔ کافی در بین برنامه نویسان باز کرده بود و همه به قدرت‌های این روش اذعان داشتند. در سال ۲۰۰۳ اولین پکیج ویژوال استودیو دات نت با نام ویژوال استودیو ۷ از طرف مایکرو سافت عرضه شد که انقلابی بزرگ در عرصه برنامه‌نویسی به‌شمار رفت. در این پکیج تقریباً اکثر توانمندی‌های C#.Net در VB.Net هم قابل مشاهده بود. دیگر برای اتصال به دیتابیس نیازی نبود که از DAO و ADO استفاده شود (که البته این قابلیت را داشت ولی نیازی نبود) بلکه از ADO.net استفاده شد که ساختاری کاملاً متفاوت کامل تر و پیشرفته تر داشت. در این پکیج زبانی تحت عنوان ASP.net نیز برای طراحی صفحات وب و نوشتن برنامه‌های ساده تحت وب و نوشتن برنامه‌های سرور ارائه شد.
در سال ۲۰۰۵ نسخهٔ دوم از ویژوال استودیو دات نت تحت عنوان ویژوال استودیو ۸ عرضه شد که در آن زبان جدیدی به نام #J نیز ارائه گردید که تکمیل شده ++J بود. #J زبانی برای برنامه نویسان جاوا می‌باشد که تحت دات نت فریم ورک ۲٫۲ کار می‌کند. در این نسخه از ویژوال استودیو دیگر هیچ گونه اختلافات عمده‌ای بین توانایی‌های VB و #C و #J دیده نمی‌شود.
همچنین در سال ۲۰۰۸ نسخه جدیدتر این مجموعه تحت دات نت فریمورک ۳٫۵ منتشر شد. در این نسخه امکانات بیشتری اضافه شده از جمله سیلور لایت که مایکروسافت امیدوار است سیلور لایت جای فلش را بگیرد.